# Caixa Alta
Caixa Alta é uma série portuguesa, estreada no ano de 1989 na RTP, com a realização de Tozé Martinho.

## Sinopse
Esta série, revela a história da jornalista Francisca (Helena Laureano) que, sem pensar, arrisca a própria vida para escrever a sua história, entrando nas mais diversas aventuras e peripécias.
Caixa Alta apresenta-nos um clima de "suspense", e situações fortes do ponto de vista dramático, como por exemplo, mortes, raptos e explosões.
Realizada em 1989, esta série foi filmada em Sintra, Trás-os-Montes, S. Tomé e Príncipe e Marrocos.
É protagonizada por Helena Laureano e do seu elenco fazem parte com nomes como:
Jorge Gonçalves, Rui Luís , Adelaide João, Carlos Coelho , Manuela Carlos, entre outros.

## Elenco
- Helena Laureano - Francisca
- Jorge Gonçalves - Xavier
- Adelaide João - Alda
- Morais e Castro
- Rui Luís  - Custódio
- Luís Mata  - Pedro Almeida
- João Baião
- João Rodrigo - Aurélio
- Luís Mascarenhas - Fernando
- Maria das Graças
- Carlos Coelho  - Quim
- Linda Silva  - Virgínia
- Gil Vilhena - Eduardo
- Mila Ferreira - Isabel
- Jacinto Ramos  - Adolf
- Hermínia Tojal - Maria de Jesus
- Manuel Castro e Silva
- Carlos Areia
- Maria João Abreu
- Ladislau Ferreira
- Carlos Dias
- Gabriel Leite